# Élections législatives de 2020 à Guernesey
Des élections législatives ont lieu le 7 octobre 2020 à Guernesey afin de choisir pour quatre ans les membres de son parlement, dit États de Guernesey. À la suite d'un référendum ayant conduit au changement du système électoral en vigueur, des partis politiques participent aux élections pour la première fois de l'histoire de l'île.  
Deux nouveaux partis font ainsi leur entrée à l'assemblée : le Partenariat des indépendants de Guernesey ainsi que le Parti de Guernesey avec respectivement 10 et 6 députés, les candidats Indépendants conservant une large prépondérance avec 22 députés.

## Contexte
Ces élections sont les premières depuis la réforme du système électoral ayant fait suite au référendum d'octobre 2018. Ce dernier a permis à la population de choisir un système électoral parmi cinq projets dont celui existant par le biais du système par classement, ou vote alternatif.
Une majorité de préférences s'est portée sur celui établissant une circonscription électorale unique, un système jugé propice à la formation de partis politiques au sein d'un parlement historiquement composé d'élus indépendants. La participation ayant dépassé les 40 % des inscrits, le nouveau système est mis en application pour les élections de 2020, selon un engagement du parlement.
Initialement prévues pour le 17 juin 2020, les élections sont reportées d'un an en raison de la pandémie de COVID-19, avant d'être finalement avancées au 7 octobre 2020,,.

## Système électoral

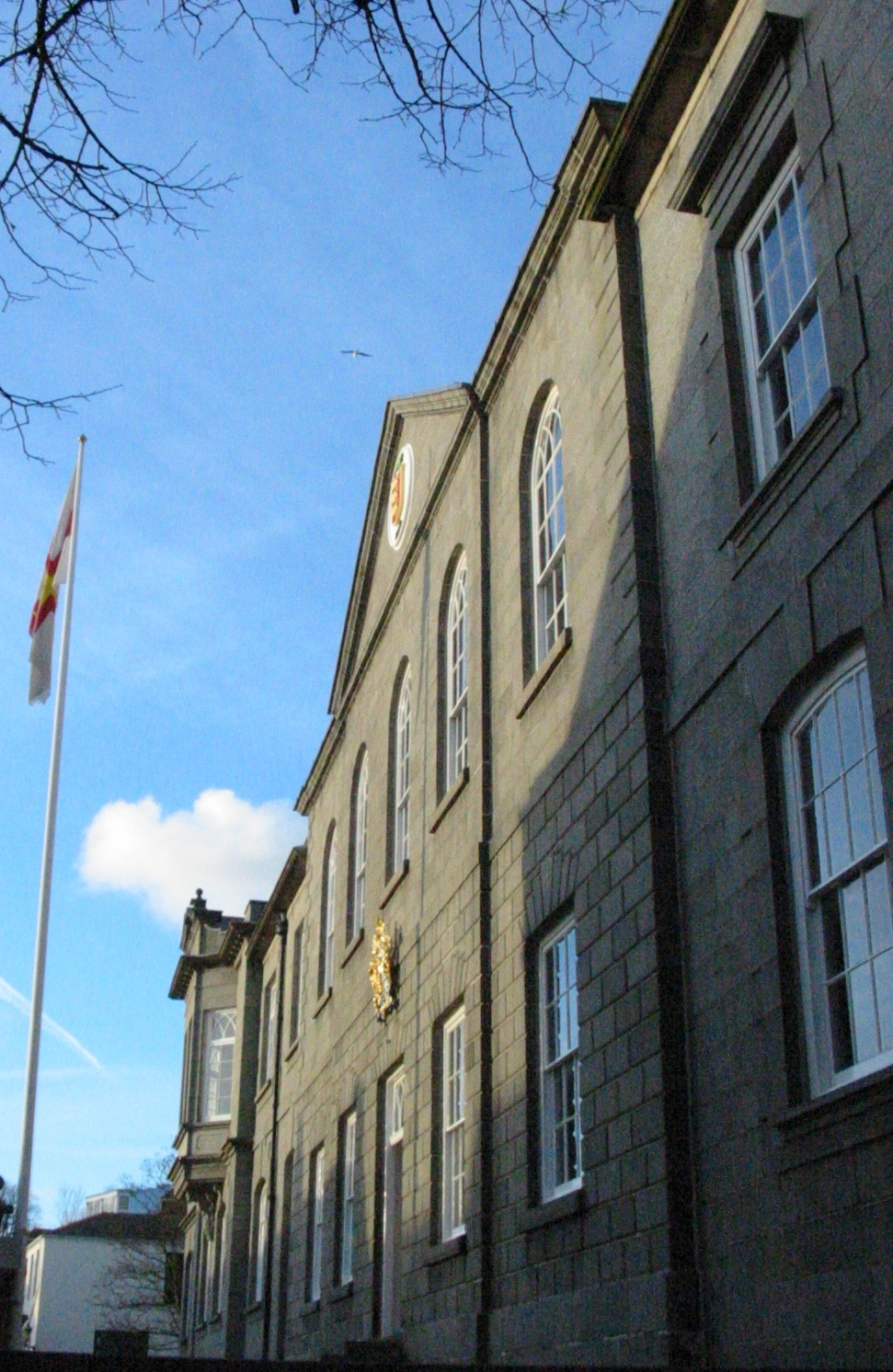
Façade du parlement.

Le Bailliage de Guernesey est une dépendance de la couronne britannique composée de plusieurs îles de la Manche dont Guernesey, la plus importante, ainsi qu'Aurigny, Sercq, Herm, Jéthou, Brecqhou, Burhou et d'autres petites îles.
L'île de Guernesey possède un parlement unicaméral, les États de Guernesey, composé de quarante sièges renouvelés tous les quatre ans dont deux parmi les 10 membres du parlement d'Aurigny — ce dernier ayant délégué à Guernesey une partie de ses pouvoirs législatifs — et trente huit élus directement par la population selon un mode de scrutin plurinominal majoritaire dans une unique circonscription électorale. Les habitants ont autant de votes qu'il y a de sièges à pourvoir et les utilisent à raison d'une voix pour un candidat à la fois, sans toutefois être contraint de les utiliser toutes. Les candidats ayant reçu le plus de votes sont alors déclarés élus.
Les deux députés d'Aurigny sont quant à eux choisi par les membres des États d'Aurigny en leur sein, puis approuvé par un plébiscite local.
Dans le système en vigueur aux précédentes élections, les trente huit sièges étaient répartis en sept circonscriptions de cinq a six sièges en fonction de leur population, à raison de 5 sièges pour les districts du Sud Est, de l'Ouest, de Sainte-Marie-du-Câtel et de Port de Saint Pierre Sud, et 6 pour ceux de Le Valle, Port de Saint Pierre Nord et Saint-Samson. 
Les électeurs étant dotés d'autant de voix que de sièges à pourvoir, le nombre de celles ci est largement supérieur au total des votants, avec en moyenne 4,6 voix pour chacun d'eux en 2012 et 4,8 en 2016, la plupart des habitants n'utilisant pas la totalité de leurs voix.
Le droit de vote s'acquiert à seize ans. Pour la première fois, l'âge minimum pour se présenter aux élections est de dix huit ans, contre vingt précédemment.

## Résultats
Sur les quelque 24 627 votants, plus de 21 000 ont recours au vote par correspondance, totalisant plus de 67 % des inscrits de l'île, une multiplication par dix par rapport aux précédentes élections.
Chaque électeur étant doté d'autant de voix que de sièges à pourvoir, le total des voix est largement supérieur au nombre de votants. 
|                          |                                           |                   |                   |                   |        |               |  |  |  |
| Candidats                | Candidats                                 | Voix              | %                 | +/-               | Sièges | +/-           |  |  |  |
|                          | Partenariat des indépendants de Guernesey | 153 119           | 24,02             | Nv                | 10     | 10            |  |  |  |
|                          | Parti de Guernesey                        | 63 844            | 10,01             | Nv                | 6      | 6             |  |  |  |
|                          | Alliance de Guernesey                     | 21 449            | 3,36              | Nv                | 0      | en stagnation |  |  |  |
|                          | Indépendants                              | 399 155           | 62,61             | 37,39             | 22     | 16            |  |  |  |
|                          | Députés d'Aurigny                         | Députés d'Aurigny | Députés d'Aurigny | Députés d'Aurigny | 2      | en stagnation |  |  |  |
| Total des voix           | Total des voix                            | 637 567           | 100               |                   |        |               |  |  |  |
|                          |                                           |                   |                   |                   |        |               |  |  |  |
| Votes valides            | Votes valides                             | 24 473            | 99,37             |                   |        |               |  |  |  |
| Votes blancs             | Votes blancs                              | 17                | 0,07              |                   |        |               |  |  |  |
| Votes nuls               | Votes nuls                                | 137               | 0,57              |                   |        |               |  |  |  |
| Total des votants        | Total des votants                         | 24 627            | 100               | –                 | 40     | en stagnation |  |  |  |
| Abstention               | Abstention                                | 6 272             | 20,30             |                   |        |               |  |  |  |
| Inscrits / participation | Inscrits / participation                  | 30 899            | 79,70             |                   |        |               |  |  |  |

## Analyse et conséquences
Deux partis font leur entrée à l'assemblée : le Partenariat des indépendants de Guernesey et le Parti de Guernesey. Si le second est un parti de centre droit classique, le premier — dont fait partie le Président du conseil Gavin St Pier — est davantage un regroupement d'indépendants, le parti n'imposant aucune consigne de vote sur quelque thème que ce soit. Les candidats Indépendants conservent quant à eux une large prépondérance, malgré le recul provoqué par l'avènement des partis.  Sur les 38 députés directement élus, 18 sont des députés sortants. Le nombre de femmes baisse par ailleurs, passant à 8 contre 12 dans la législature précédente.
Peter Ferbrache est élu Président du comité des politiques et des ressources le 16 octobre par 23 voix contre 17. Il devance ainsi le président sortant Gavin St Pier, et le remplace à ce poste équivalant de facto à celui d'un Premier ministre,.